# モーニングエコー (東海ラジオ放送)
モーニングエコーは、東海ラジオ放送で1977年10月10日から1985年10月4日まで放送されていた平日朝のワイドラジオ番組。
正式タイトルは、矢橋昇パーソナリティ時代の1977年10月10日から1982年4月2日までは「モーニングエコー お元気ですか?」で、町田吉史に交替して以降の1982年4月5日から1985年10月4日までは「町田吉史のモーニングエコー」。

## 概要
当時東海ラジオで1時間以上のワイド番組が設けられていなかった平日朝8時台に新設されたワイド番組。本番組が放送されていた時間はちょうどサラリーマンの出勤の時間帯で、その時間にいわゆるマイカー族や家庭の主婦を対象リスナーとして、朝のさわやかなトークの中に生活感覚を前面に出した番組。番組では歌謡曲を中心に、生活情報をリスナーに届けた。
初代パーソナリティの河西あふみは当時“主婦1年目”。矢橋昇は本番組でプロデューサーと共にキャスターとしての役割も担った。
1981年11月25日には「青少年の健全育成運動」に貢献したとして、当時の法務大臣の奥野誠亮から本番組に感謝状が贈られた。また当時週1回、リサイクル情報も放送されていた。
1985年10月改編で終了した後は、平日朝8時台枠はそのまま朝ワイド『伊藤春雄のさん!さん!モーニング』の放送枠拡大分に吸収され、番組内コーナーも多くが『さん!さん!モーニング』内に続行された。

## パーソナリティ
- 河西あふみ （1977年10月10日〜1979年）
- 矢橋昇 （1977年10月10日〜1982年4月2日）
- 木下和子 （1979年〜1980年3月）
- 水谷れい子 （1980年4月〜1981年3月）
- 岡山玲子 （1981年4月〜1985年10月4日）
- 町田吉史 （1982年4月5日〜1985年10月4日）

## コーナー
（1）- 本番組スタート時のコーナー、（2）- 1982年当時放送のコーナー、☆ - 1985年10月7日以降も『伊藤春雄のさん!さん!モーニング』内で続行されたコーナー
- ☆ニュース・スナップ（1）（2）
- ことばのミニ百科（1） → ☆今日のミニ百科（2）
- ☆トヨタ・モーニング・レーダー（1）（2）
- あまから夫婦（1）
- 世相らくがき帳（2）
- ☆レクリエーション・ガイド（1）（2）
- ☆レッツゴー・ビジネスマン（1）（2）
- ☆ラジオ・シグナル（1）（2）
- 朝の伝言板（1） → ほのぼの伝言板（2）
（出典：[1][4][5][6]）